# Gracilentulus fjellbergi
Gracilentulus fjellbergi är en urinsektsart som beskrevs av Andrzej Szeptycki 1993. Gracilentulus fjellbergi ingår i släktet Gracilentulus och familjen lönntrevfotingar. Inga underarter finns listade i Catalogue of Life.